# Озёра Габона

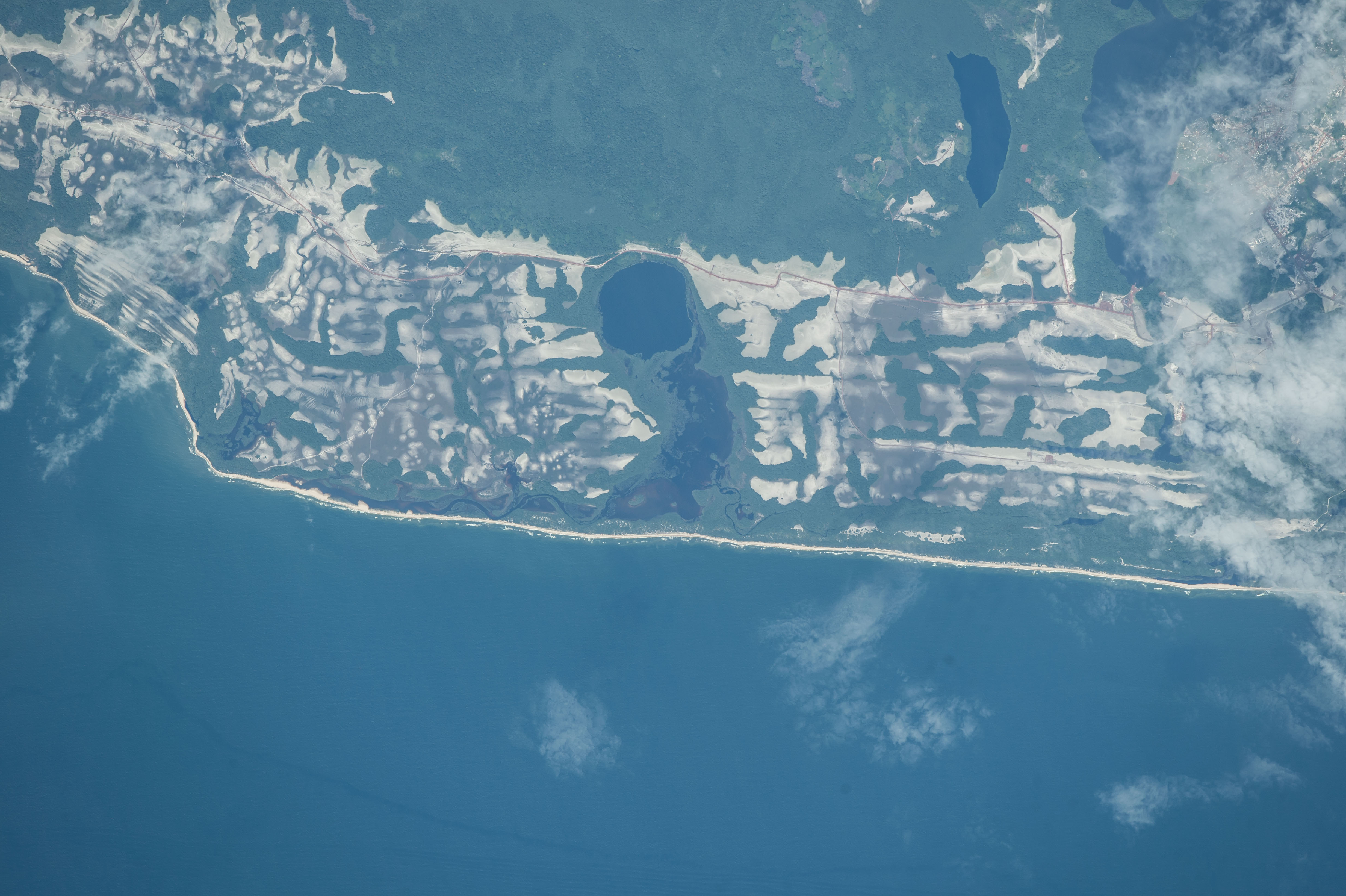
Маленькие лагуны у побережья Атлантического океана, провинция Приморское Огове

Большинство озёр, лагун и болот Габона расположено вдоль побережья страны (на узкой полосе шириной около 30 километров на юге и севере, до 160 км при впадении реки Огове). Так, в нижнем течении Огове располагаются озёра: Онанге, Эзанге, Огемуэ, Неондже-Амон, Азинго, Нконие, Огоние и другие со множеством островов. Как правило, озёра имеют пойменное, а также лагунное (приморские озёра или лагуны) происхождение.

## Список озёр и лагун Габона
Ниже приводится неполный перечень озёр и лагун Габона по справочнику Продовольственной и сельскохозяйственной организации ООН 1990 года:
| Название                                                  | Название на английском языке                        | Площадь поверхности, км² | Принадлежность к речному или озёрному бассейну | Некоторые притоки                                                                                 | Местонахождение (провинция) | Координаты озера | Прим.             |
| --------------------------------------------------------- | --------------------------------------------------- | ------------------------ | ---------------------------------------------- | ------------------------------------------------------------------------------------------------- | --------------------------- | --- | ----------------- |
| Онанге                                                    | Onangue                                             | 167,5                    | река Огове                                     | один из рукавов Огове (Агума)                                                                     | Среднее Огове               | 0°58′00″ ю. ш. 10°04′00″ в. д.                                                                                              | [ 3 ]             |
| Азинго                                                    | Azingo                                              | 106                      | река Огове                                     | один из рукавов Огове, Нган-Яни, Нзобе                                                            | Среднее Огове               | 0°34′00″ ю. ш. 10°02′00″ в. д.                                                                                              | [ 3 ]             |
| Ананге                                                    | Anengue, Anenge                                     | 88                       | река Огове                                     | один из рукавов Огове, Олимбе                                                                     | Приморское Огове            | 1°08′00″ ю. ш. 9°28′00″ в. д.                                                                                               | [ 3 ]             |
| Аванга                                                    | Avanga                                              |                          | река Огове                                     | Нковие, Асуку                                                                                     | Приморское Огове            | 0°56′14″ ю. ш. 9°45′23″ в. д.                                                                                               | [ 3 ]             |
| Гоме                                                      | Gome                                                |                          | река Огове                                     | Саве, Миенге                                                                                      | Среднее Огове               | 0°39′20″ ю. ш. 9°43′54″ в. д.                                                                                               | [ 3 ]             |
| Нконие                                                    | Nkonie                                              |                          | река Огове                                     | один из рукавов Огове, Мабара                                                                     | Среднее Огове               | 0°34′18″ ю. ш. 9°56′00″ в. д.                                                                                               | [ 3 ]             |
| Нгене                                                     | Nguene                                              | 3 (в сухой сезон)        | река Огове                                     | Абанга                                                                                            | Среднее Огове               | 0°11′28″ ю. ш. 10°27′58″ в. д.                                                                                              | [ 3 ] [ 6 ]       |
| Мандже                                                    | Mandji, Mandje                                      |                          | река Ньянга                                    |                                                                                                   | Ньянга                      | 2°48′39″ ю. ш. 10°21′40″ в. д.                                                                                              | [ 7 ]             |
| комплекс озёр около Бонго: Лонго-Лонго Киворо Мафуми Горе | Bongo Lake Complex: Longo-Longo Kivoro Mafoumi Gore |                          | лагуна Ндого (через реку Рембо-Ндого)          | Лафу (приток Лонго-Лонго) Мбула (приток Горе).                                                    | Приморское Огове            | 2°15′20″ ю. ш. 10°10′54″ в. д. 2°17′28″ ю. ш. 10°09′27″ в. д. 2°20′24″ ю. ш. 10°08′13″ в. д. 2°22′39″ ю. ш. 10°08′07″ в. д. | [ 7 ]             |
| Лагуны                                                    |                                                     |                          |                                                |                                                                                                   |                             | |                   |
| Ндого                                                     | Ndogo                                               | 582                      | -                                              | Рембо-Ндого, Хома, Дуфуку, Пага                                                                   | Приморское Огове            | 2°34′16″ ю. ш. 9°57′13″ в. д.                                                                                               | [ 7 ]             |
| Игела (Наобе)                                             | Iguela (Ngobe)                                      | 402                      | -                                              | Рембо-Раби, Нгове                                                                                 | Приморское Огове            | 1°55′13″ ю. ш. 9°25′54″ в. д.                                                                                               | [ 7 ] [ 3 ] [ 8 ] |
| Нкоми                                                     | Nkomi (Fernan Vaz)                                  | 806                      | -                                              | несколько рукавов Огове (Агуле, Аделуз, Пулуние), Рембо-Нкоми, Ванге, Осинге, Рембо-Кото, Дионгуэ | Приморское Огове            | 1°30′52″ ю. ш. 9°12′30″ в. д.                                                                                               | [ 3 ] [ 9 ]       |
| Банио                                                     | Mbio (Mbanio, Banio)                                | 242                      | -                                              | Джунгу, Лузиби                                                                                    | Ньянга                      | 3°39′13″ ю. ш. 10°56′45″ в. д.                                                                                              | [ 3 ] [ 10 ]      |